# Región de Kantō
La región de Kantō (関東地方 Kantō-chihō?) es un área geográfica de Honshū, la isla más grande de Japón. Los límites de esta región coinciden, aproximadamente, con la llanura de Kantō. La región tiene una población de 43 millones de habitantes, siendo el área metropolitana más poblada del mundo.
La región está compuesta por las prefecturas de Gunma, Tochigi, Ibaraki, Saitama, Chiba, Kanagawa y la Metrópolis de Tokio.
Además de Tokio, en la región de Kantō se encuentran las ciudades de Yokohama, Kawasaki, Saitama y Chiba.

## Geografía
Kantō es una región muy densa, llana y con mucha vegetación.

## Historia

### Prehistoria
Fue durante el Paleolítico que la gente comenzó a vivir en la Región de Kantō. En el sitio de Iwajuku (岩宿遺跡, Iwajuku iseki), localizado en la prefectura de Gunma, se han encontrado herramientas de piedra en forma de cuchillo que se dice que son del Paleolítico, pero no se han encontrado huesos humanos.
La Región de Kantō durante el período Jōmon fue bendecida con un ambiente cálido, y la gente creó grandes asentamientos en toda la Región de Kantō. En el ambiente de la época, el este de Japón era más adecuado para los cazadores-recolectores que el oeste de Japón, y se estima que la región del sur de Kantō durante el período Jōmon era el área más densamente poblada del archipiélago japonés.
En el período Yayoi, el cultivo de arroz comenzó a llevarse a cabo en la Región de Kantō, y se cree que el cultivo se llevó a cabo principalmente en la cuenca del río Tama y la llanura de Sagami. Debido al retroceso del nivel del mar y la acumulación de sedimentos, se creó una vasta llanura aluvial en los tramos inferiores del río Tone, que aún fluía hacia la bahía de Tokio, pero no pudo ser cultivado nada debido a la poca avanzada tecnología de riego en ese momento.

### Antigüedad
Se dice que Yamato ya había puesto a la Región de Kantō bajo su poder alrededor del siglo IV.

## En la cultura popular
- Se usó como inspiración para crear una región de la saga de videojuegos, anime y manga Pokémon, llamada de similar manera, y de gran importancia sobre todo en el anime, pues es la región originaria de su protagonista, Ash Ketchum, a la que siempre regresa tras un viaje (y desde la que inicia uno nuevo) y, la única de todas ellas que el protagonista recorre dos veces a lo largo del anime.
- El nombre del protagonista de One Punch-Man está basado en la Prefectura de Saitama, ubicada en Kantō.
- La historia del manga y animé Death Note también se desarrolla en la región de Kantō.
- En el manga Akira es el mismo lugar donde surgió la explosión que da comienzo a la Tercera Guerra Mundial.